# 埃比孔

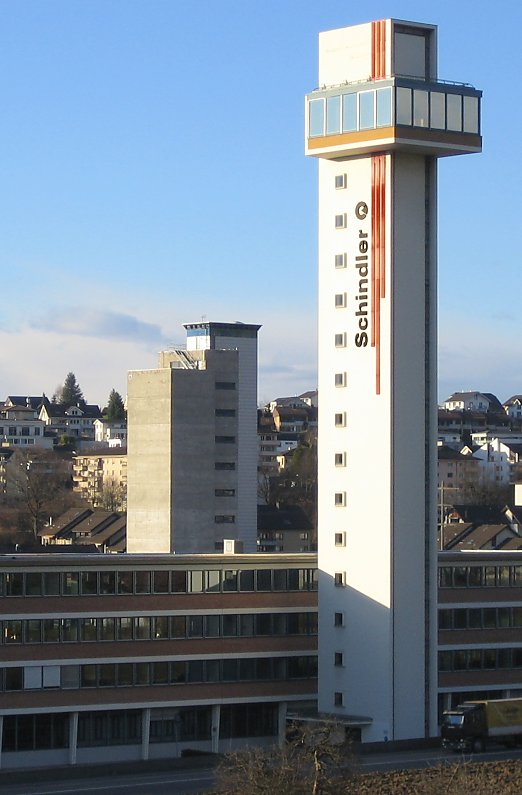

埃比孔（Ebikon）是瑞士的城鎮，位於該國中部，由琉森州負責管轄，面積9.68平方公里，海拔高度420米，2010年人口12,116，其中六成居民信奉羅馬天主教。